# 朝鮮民主主義人民共和国の国旗
朝鮮民主主義人民共和国の国旗（ちょうせんみんしゅしゅぎじんみんきょうわこくのこっき）は、朝鮮民族の伝統色とされる青色と赤色を基調とし、白い円と2本の白線、および赤い星を配した旗である。朝鮮民主主義人民共和国（北朝鮮）建国に先駆けての1948年9月8日に制定され、1992年に細部のデザインが変更された。

## 概説

### 名称
北朝鮮国内では自国のことを一般的に「共和国」と呼ぶことから共和国旗（공화국기、コンファグッキ）と通称されるが、色や意匠から藍紅色旗（람홍색기발、ラモンセッキッパル）、あるいは紅藍五角星旗（홍람오각별기、ホンナモガッピョルギ）とも呼ばれる。
一方で南側（以下、韓国）では、「人民共和国旗」を略して「人共旗（인공기、インゴンギ）」と呼んでいる。かつての冷戦時代には、北傀旗（북괴기、プッケギ）とも呼ばれていたが、朝鮮統一に向けた南北対話の流れが本格化してきた1990年代以降はあまり使われていない。

### 構成

構成図

国旗の構成要素は朝鮮民主主義人民共和国社会主義憲法第7章第170条で規定され、詳細な製作方法は「国旗法」（국기법、1992年10月22日制定）付録1によって規定されている。

縦掲揚用の国旗

1986年に日本で出版された書籍『朝鮮を知る事典』にて、朝鮮史の歴史学者である梶村秀樹は「赤い星は共産主義に向かう未来を、中央の赤は人民の不屈の精神と力を、上下の青は平和乃至国際連帯を、白い円と2本の線は光明・清浄を尊ぶ民族的特質を象徴している」と解説している。
一方、北朝鮮国営ポータルサイト・ネナラでは、国旗の各部が持つ意義について次のように意義付けを行っている。
オリンピックや国際連合用には縦横比2:3の修正版が使われる。また、五芒星の頂点が真上と左右対称に来るように角度を18°調節した縦長掲揚用もあり、2012年ロンドンオリンピックでも縦長掲揚用が併用された。

## 沿革

?大韓民国登録文化財第382号：「デニーの太極旗」（1890年）
現存する史料で確認できる最古の太極旗（1882年?）
1882年11月に描かれた太極旗の作成図（イギリス国立公文書館所蔵）
大韓帝国で使われた太極旗の一例（1897年 - 1910年）
?朝鮮人民共和国の国旗？[6]（1945年）
?朝鮮駐留のソ連軍・ソビエト民政庁の旗（1945年 - 1948年） 当時のソ連国旗を使用。
?北朝鮮人民委員会の太極旗（1946年 - 1948年）
?「国旗法」制定以前の国旗（1948年 - 1992年） 「国旗法」規定の国旗と比べて赤い星がやや小さい。
?現在の国旗（縦横比2:3の別タイプ）
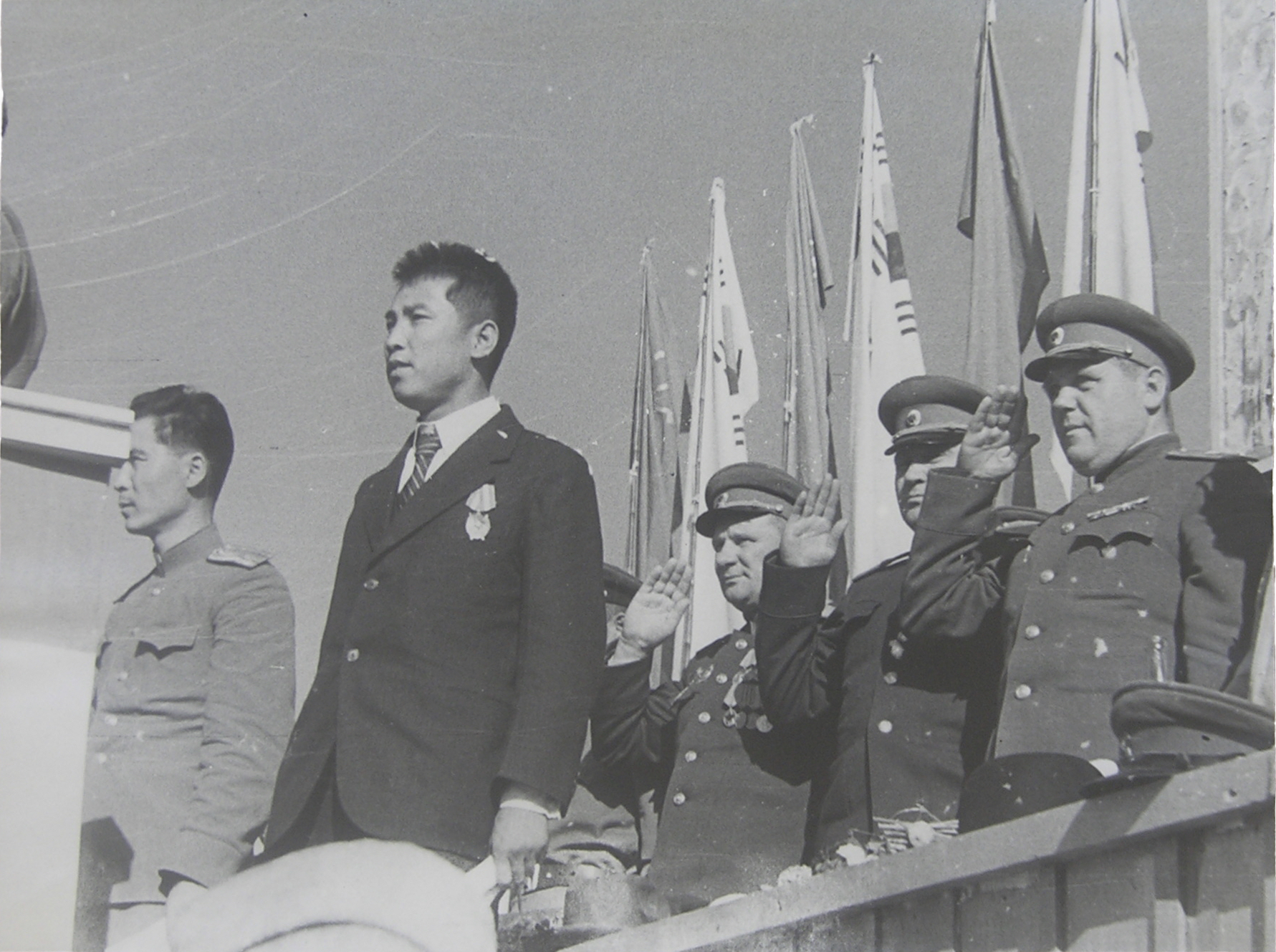
ソ連解放軍歓迎平壌市民大会（1945年10月）で、背広姿の金日成と赤軍将校達の背後に掲揚された太極旗。
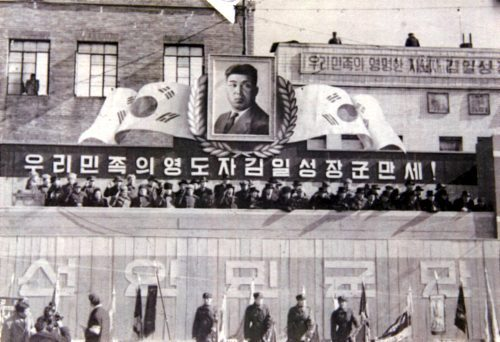
朝鮮人民軍の創設記念式典（1948年2月）で、金日成の肖像画と共に掲げられた太極旗

後に「朝鮮民主主義人民共和国」の国土となる北朝鮮（北緯38度線以北の朝鮮地域）では、1883年に李氏朝鮮が太極旗を国旗と定めてから1945年の第二次世界大戦終結後にソ連が占領統治を開始するまで、南朝鮮（北緯38度線以南の朝鮮地域、のちの韓国政府統治領域）と同様に太極旗が扱われていた。
日本の降伏後、米国との取り決めでソ連占領軍は北朝鮮を軍政下に置いたが、その際に占領当局（後のソビエト民政庁）は朝鮮人民共和国の地方組織である各地の人民委員会と協力関係を築いた。そのため太極旗は、ソ連軍占領後、更には北朝鮮臨時人民委員会樹立（1946年）後も、朝鮮人民共和国からの流れで朝鮮人の組織の旗として遅くとも1948年まで使われ続けた。このことは、朝鮮の連合国軍占領時代に撮影された写真から確認することができる。一方で、共和国旗が国旗として制定される経緯に関しては、具体的な情報が北朝鮮からほとんど入っていない。北朝鮮の公式ポータルサイト・ネナラでは、「国旗にまつわる話」として1948年2月初旬に完成した共和国旗の原案に対し金日成がデザインの修正を指示した逸話を紹介しているが、太極旗に替わる新国旗（共和国旗）を誕生させた理由や共和国旗の制定日、及び太極旗が使われなくなった時期については明らかにされていない。
確実な事は、1948年の北朝鮮建国後は朝鮮民主主義人民共和国憲法第102条で現行の共和国旗が国旗と定められ、北朝鮮政府が太極旗を北朝鮮で一切使用していない事である。憲法における国旗の規定は1972年制定の朝鮮民主主義人民共和国社会主義憲法に引き継がれ、その後も改憲でも修正されていない。また、北朝鮮政府は1992年10月22日に国旗の製作と使用・掲揚・保管方法を定めた「国旗法」（국기법）を制定し、以後数次の改正を行っている。

## 使用
北朝鮮では、掲揚の他にモニュメントやマスゲームの模様等などでも国旗デザインが使用される。一方の韓国では、国家保安法第7条により、原則として掲揚が禁じられている。ただしオリンピックなど国際スポーツ大会等の場においては、国際慣例に従い、必要な場合に限って例外的に認められている。
国旗自体はパブリックドメインのため、日本や中国などのオンラインショップで販売されている。ただし、既製工業製品のため縦横比2:3の修正版が主流となる。

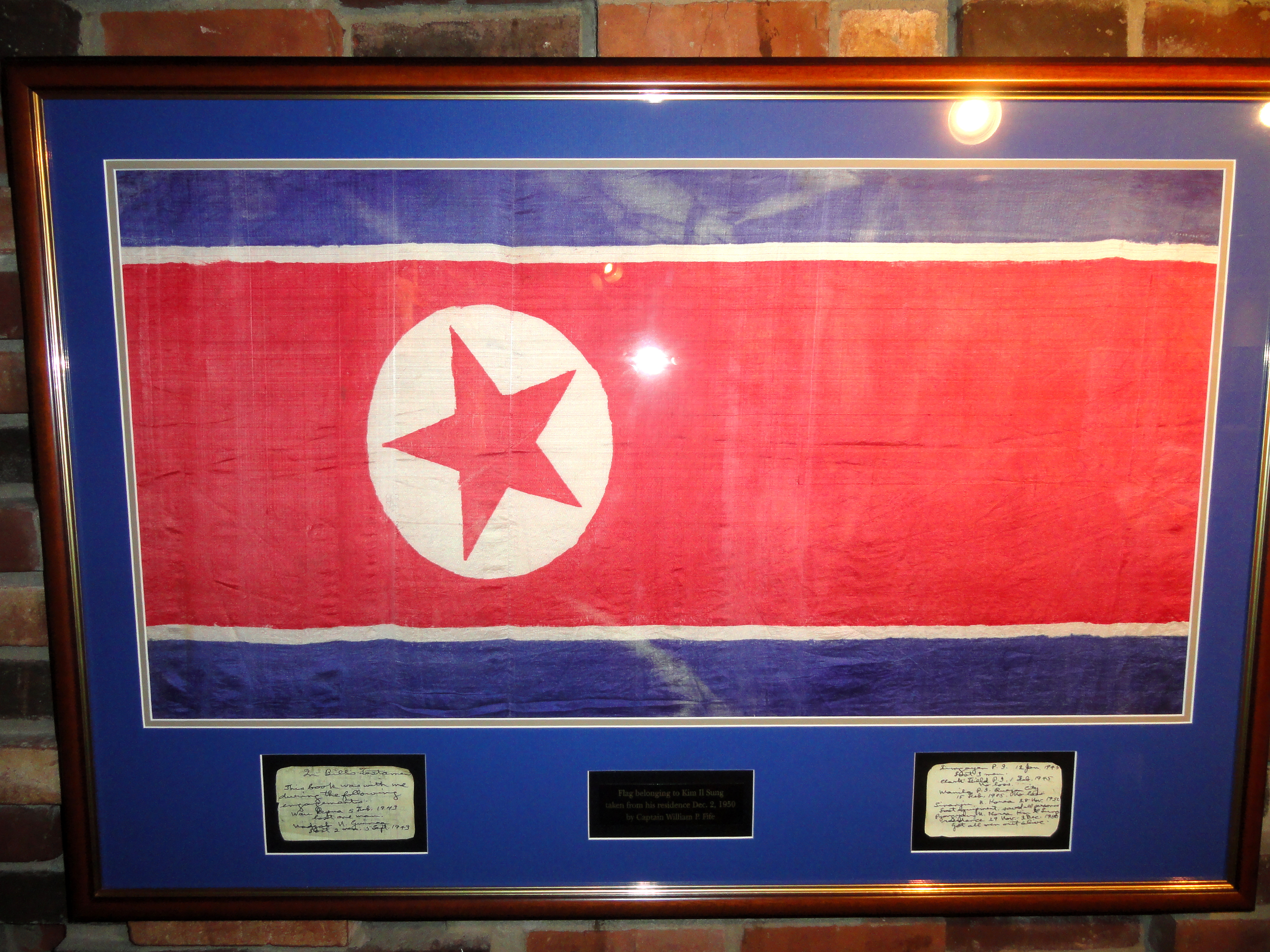
朝鮮戦争で実際に使われた北朝鮮国旗（米国・国立暗号博物館蔵。なおこの旗は星の角度から縦長掲揚用である）
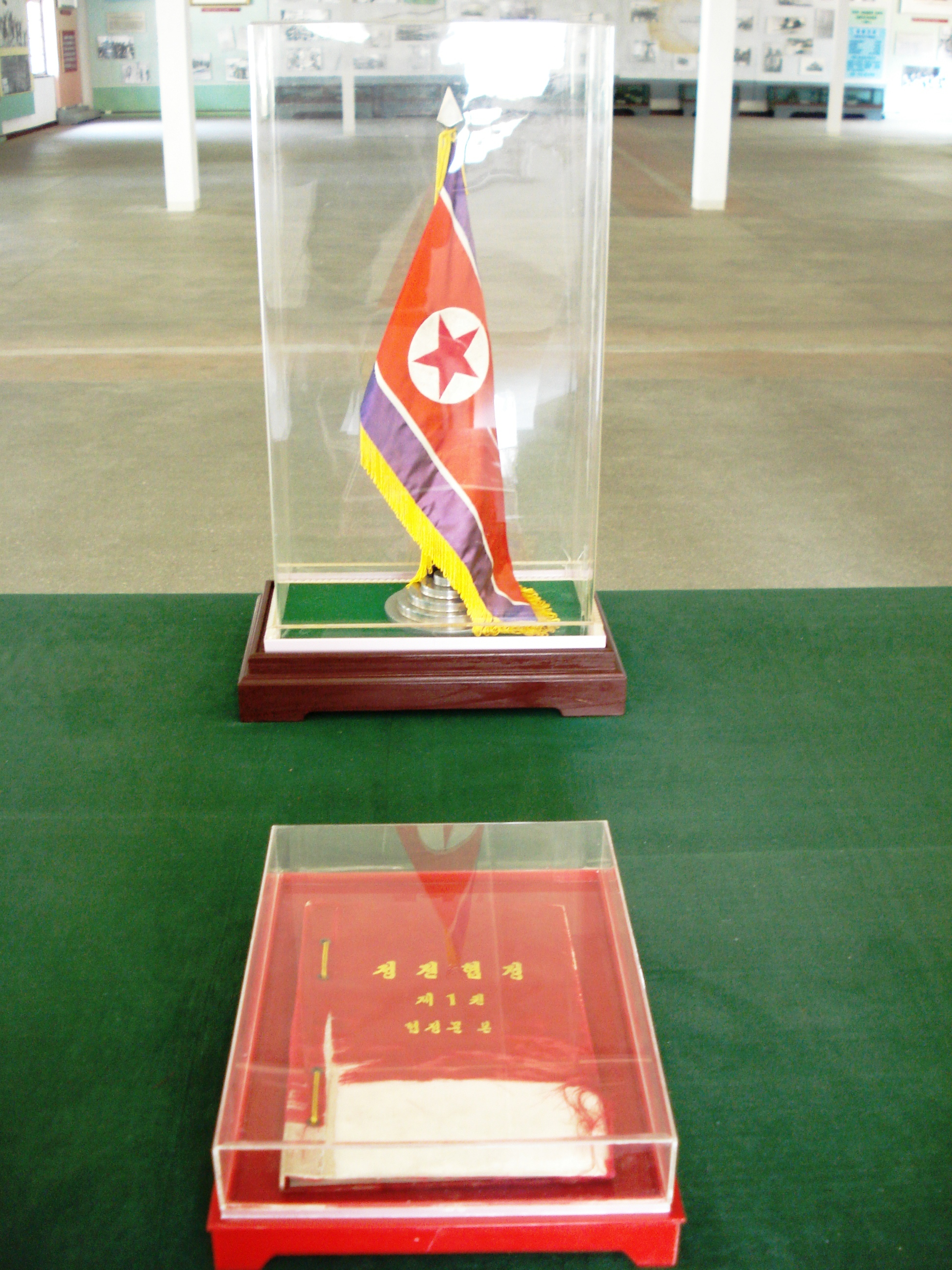
朝鮮戦争停戦協定調印場の卓上旗
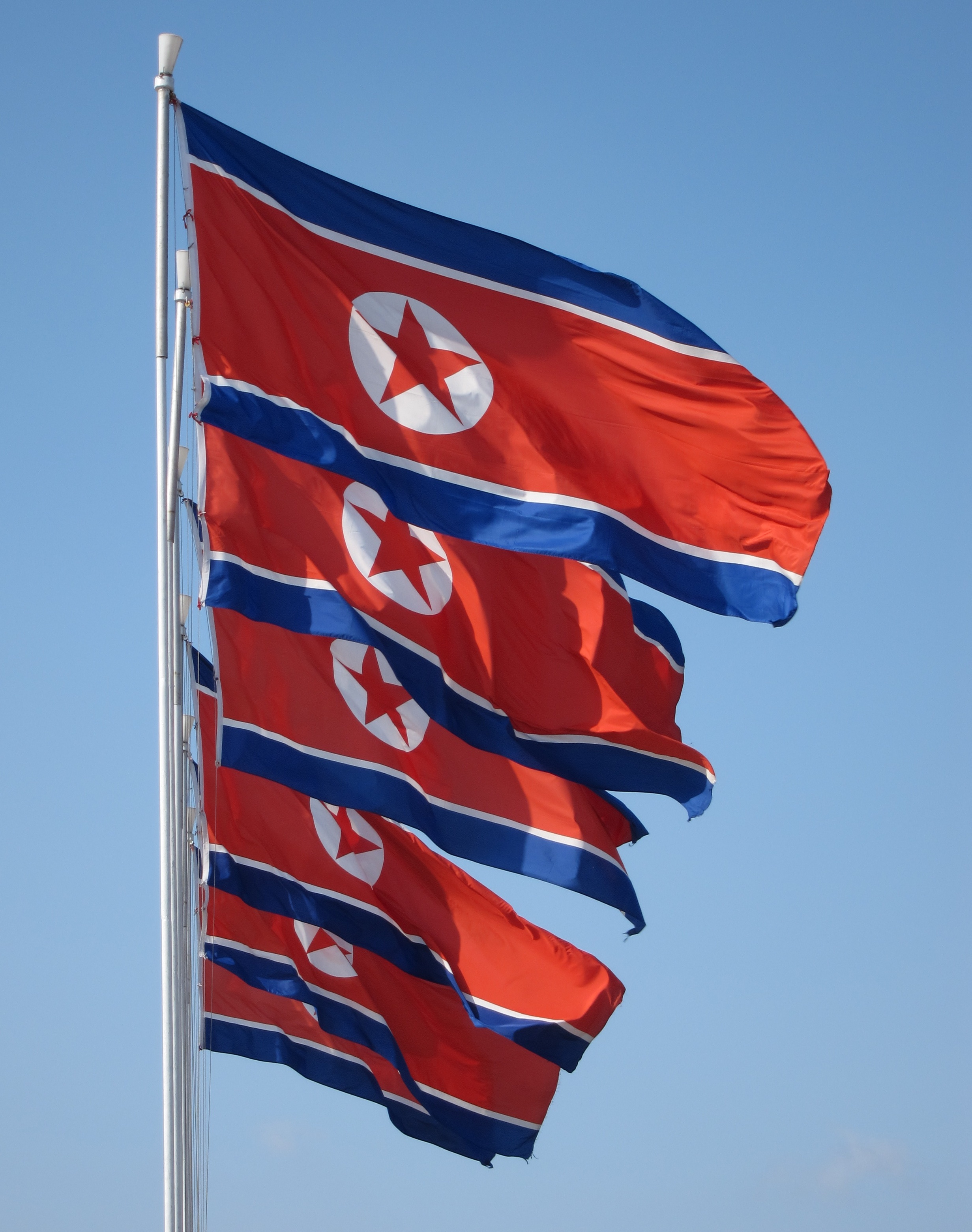
錦繍山太陽宮殿で掲揚される北朝鮮国旗
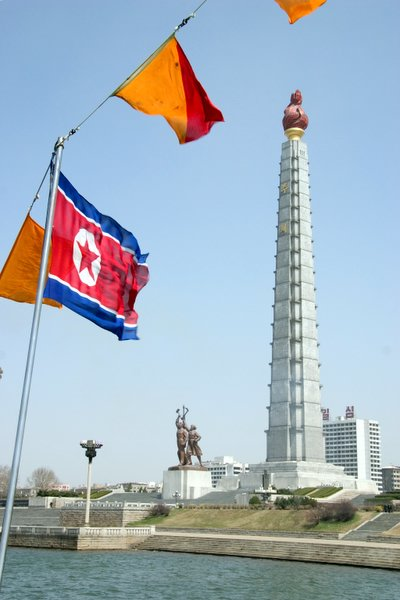
北朝鮮国旗と主体思想塔（平壌）
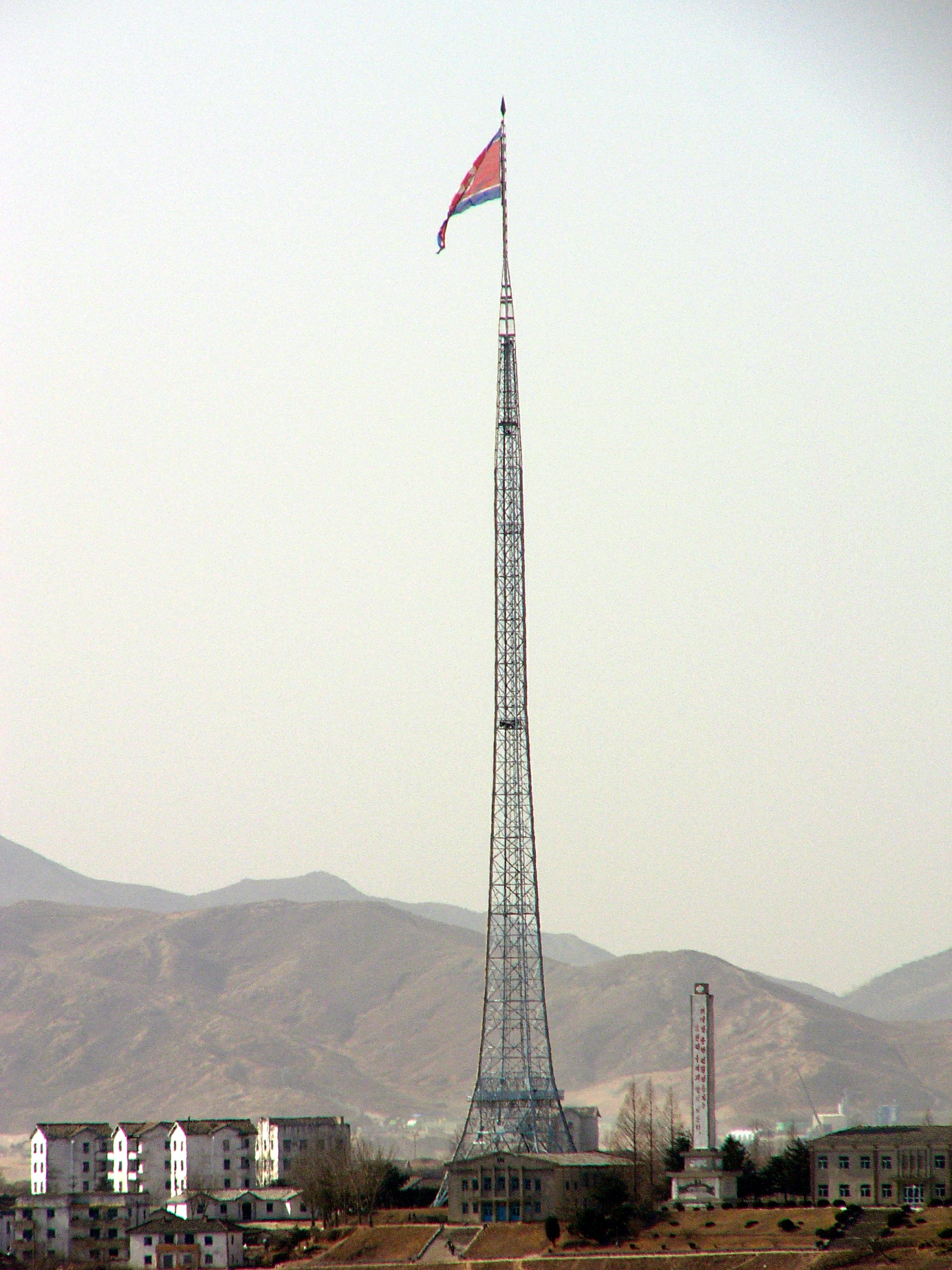
機井洞に掲揚されている北朝鮮国旗
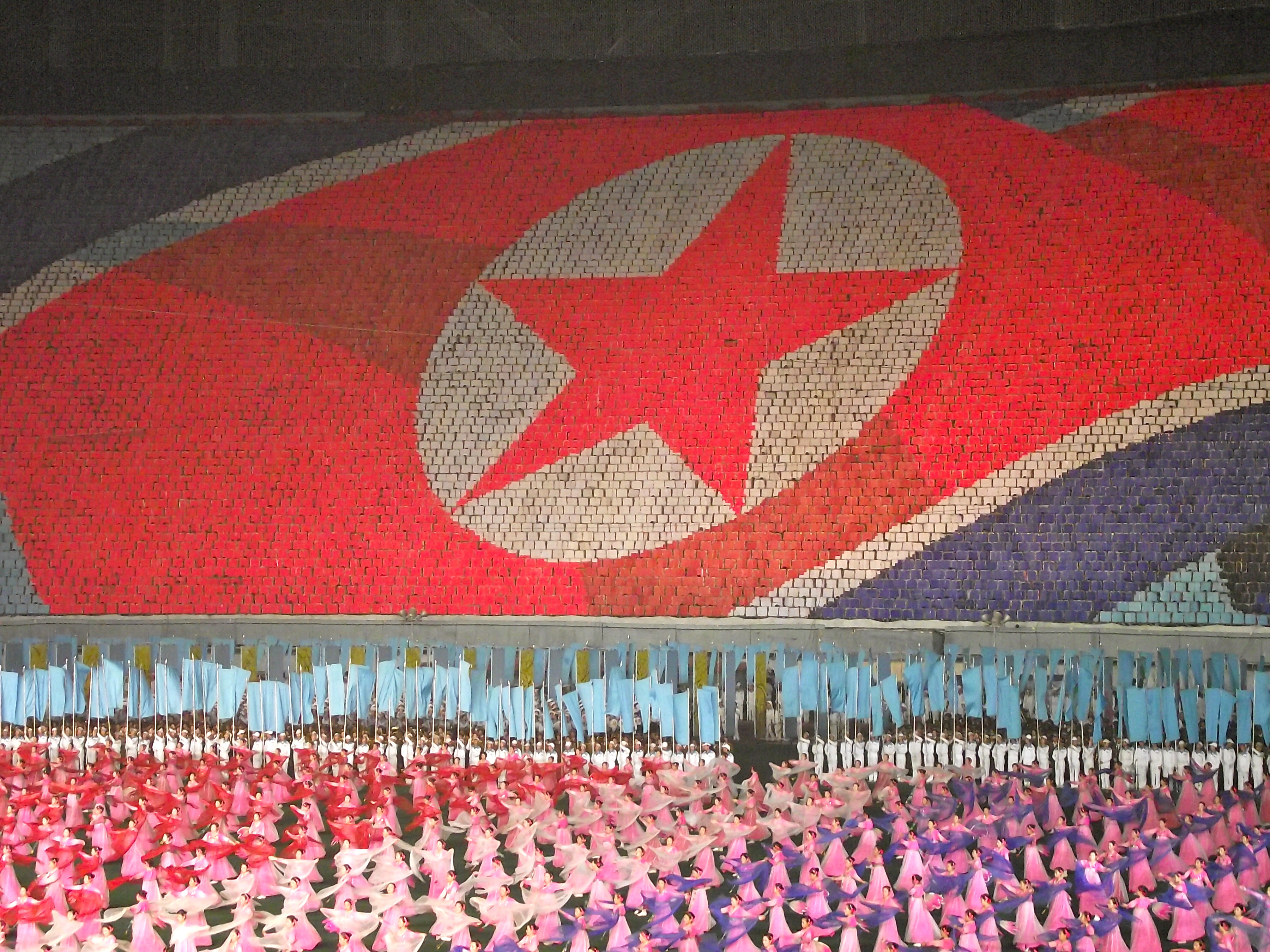
アリラン祭のマスゲームで表現された北朝鮮国旗
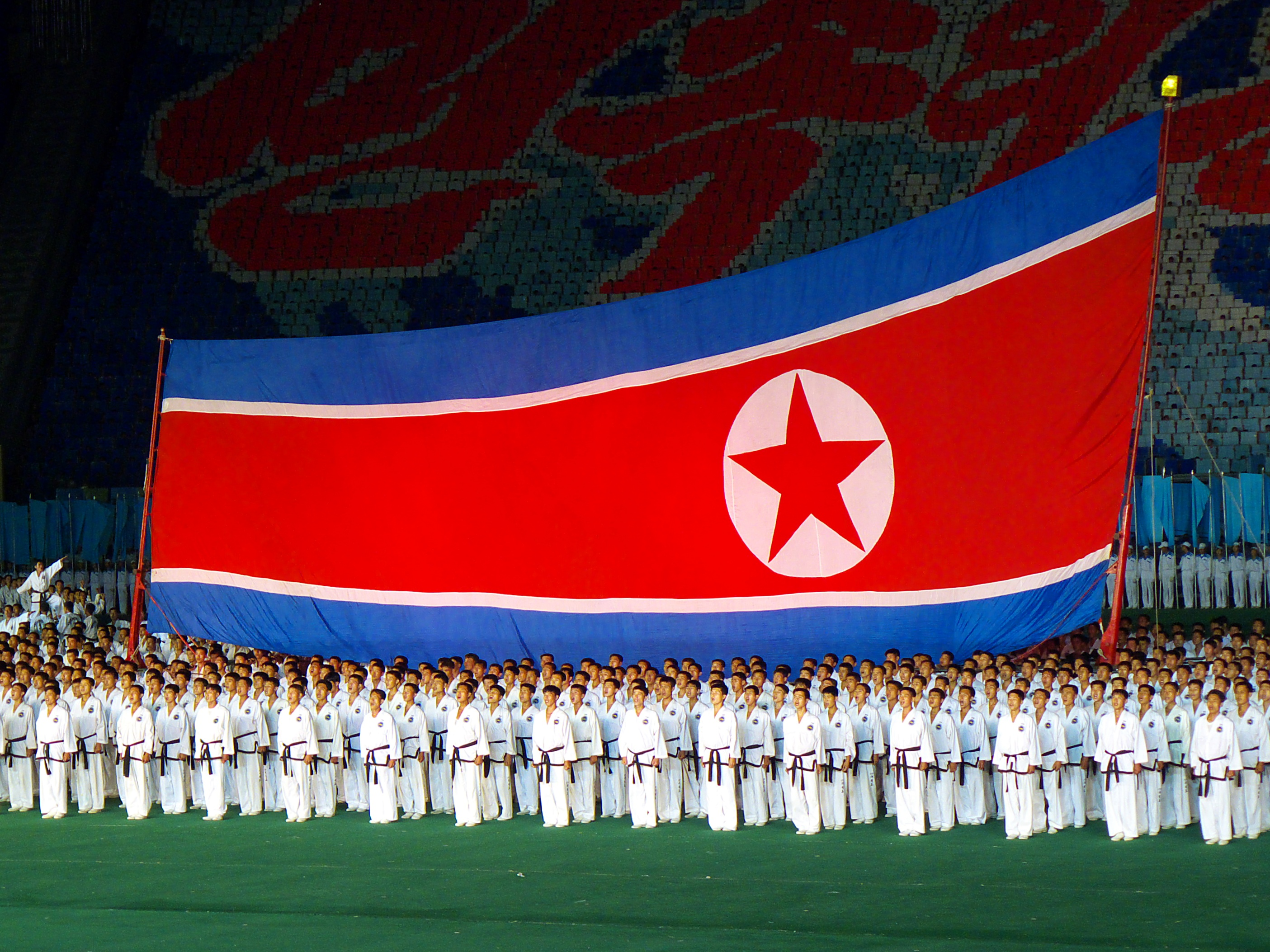
アリラン祭に登場した北朝鮮国旗
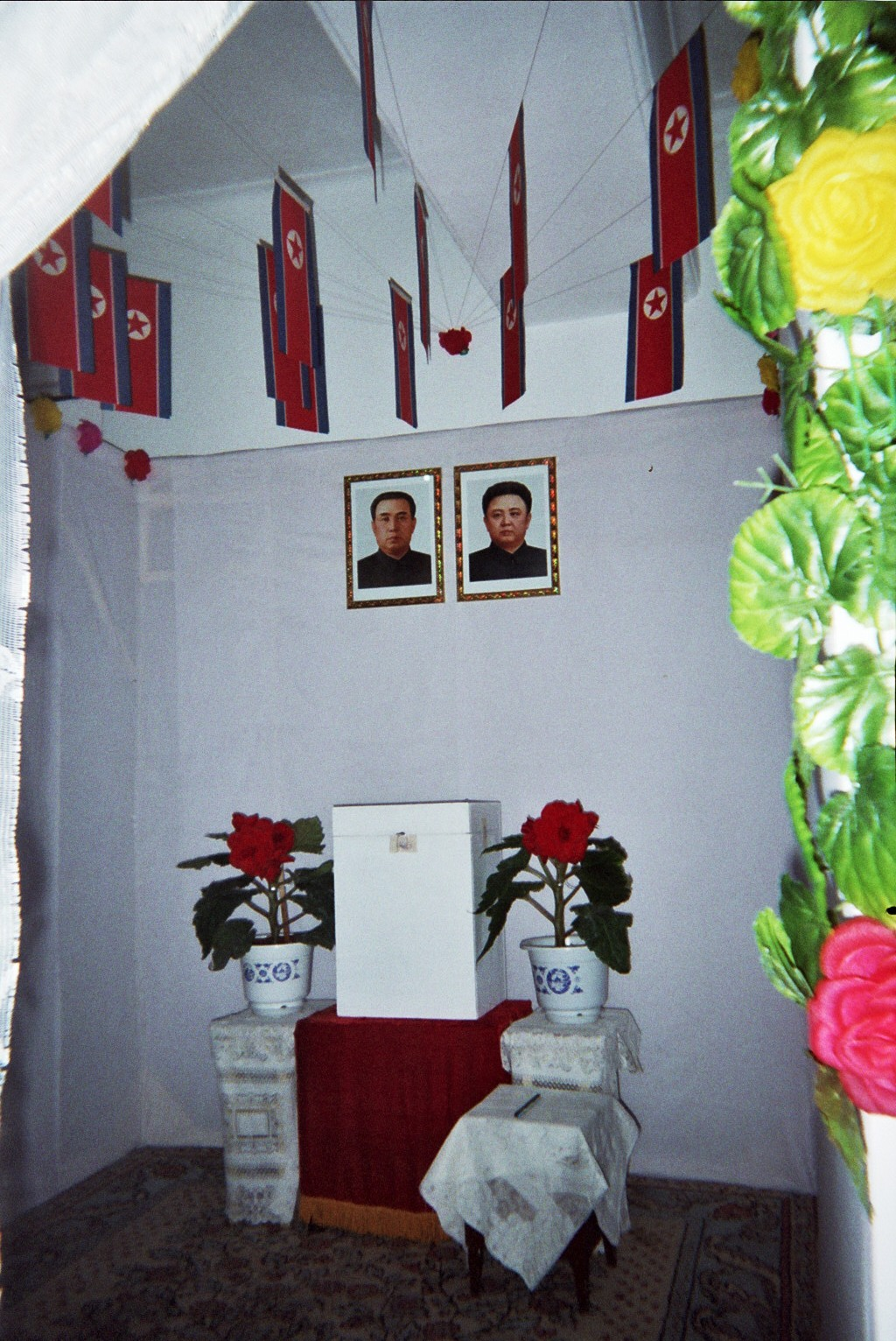
選挙の投票所に飾られた縦長掲揚用の北朝鮮国旗

## 国旗が関連する旗・紋章
北朝鮮の国旗は、公的機関が使う一部の旗・紋章にもデザインとして流用されている。例えば、北朝鮮オリンピック委員会の紋章には国旗がそのまま組み込まれており、国務委員長の旗には意匠化された国旗が描かれている。また、朝鮮人民軍陸軍の旗は国旗をアレンジしたデザインとなっており、人民軍内に設置された近衛隊の隊旗や社会主義愛国青年同盟の旗には国旗を連想させる意匠が盛り込まれている。

北朝鮮オリンピック委員会の紋章
国務委員長旗
軍艦旗
近衛隊軍艦旗
社会主義愛国青年同盟旗
陸軍旗
海軍旗
空軍旗
戦略軍旗
特殊作戦軍旗
国務委員長の紋章

### 事件など
2012年7月25日、ロンドン五輪女子サッカーの対コロンビア戦で、大型スクリーンでの北朝鮮選手発表の際、国旗の部分に誤って韓国国旗が表示された。これに対して北朝鮮代表側は大会組織委員会に抗議し、選手がピッチから一時引き揚げる事態となったが、最終的に委員会側が謝罪したことで約1時間遅れでキックオフとなった。